# Sistemas de alimentación de micrófonos
Los micrófonos de condensador, que no son autónomos, que requieren corriente continua para funcionar (hay que alimentar las placas del condensador y el preamplificador), pueden utilizar pilas o se les puede proporcionar la tensión que necesitan desde la propia mesa de mezclas o altavoz.
La particularidad de la alimentación de los micrófonos es que la energía no se transporta a través del conducto tradicional, el típico cable de alimentación con su enchufe, sino que lo que se utiliza es el propio cable del micro (el cable que transporta la señal de audio captada), para proporcionarle el voltaje.
De no haberse ideado estos sistemas, los micros hubiesen necesitado un cableado extra, que de este modo se ha evitado.
Los dos sistemas de alimentación para micrófono de condensador son:
- La alimentación phantom proporciona la corriente continua a través de la malla del cable del micro, pero no por la misma línea de la señal de audio. Es el sistema más usado, de hecho, la mayoría de mesas de mezclas en los canales dedicados a líneas microfónicas cuentan con el conmutador que permite seleccionar la alimentación phantom. (Este conmutador puede estar en la misma regleta de la línea de micro o en la parte posterior de la consola).
- La Alimentación A-B proporciona la corriente continua que requiere el micrófono de condensador le llega a través de una de las líneas de audio.